# Río Ebrillos
El río Ebrillos es un curso de agua del interior de la península ibérica, afluente del Duero. Discurre por la provincia española de Soria.

## Descripción
Discurre por la provincia de Soria. El río, que tiene su origen la sierra de la Umbría, discurre en su primer tramo en dirección oeste-este. Terminar desembocando en el río Duero, hoy día represado en el embalse de Cuerda del Pozo. Aparece descrito en el séptimo volumen del Diccionario geográfico-estadístico-histórico de España y sus posesiones de Ultramar de Pascual Madoz de la siguiente manera:

EBROS ó EBRILLOS: r. en la prov. y part. jud. de Soria: tiene su nacimiento en las vertientes meridionales de la sierra de la Umbria, marcha de O. á E. por solitarios montes, entre cord. que se derivan de la misma sierra; al atravesar el monte de Berrom cambia su curso, formando un semicírculo y sin haber prestado ningun beneficio, marcha en dirección NO. á desaguar en el Duero por su orilla izq., entre las jurid. de La Muedra y Vilvestre de los Nabos, despues de un curso de 6. leg.
(Madoz, 1847, p. 433)

Pertenece a la cuenca hidrográfica del Duero y sus aguas acaban vertidas en el océano Atlántico. 